# Mucha Złotobrzuszka
Mucha Złotobrzuszka (ros. Муха-Цокотуха, Mucha-Cokotucha) – radziecki krótkometrażowy film animowany z 1976 roku w reżyserii Borisa Stiepancewa. Adaptacja bajki Kornieja Czukowskiego pt. Muszka Złotobrzuszka.

## Wersja polska
Opracowanie wersji polskiej: Studio Opracowań Filmów w Łodzi
- Reżyseria: Czesław Staszewski
- Dialogi: Elżbieta Marusik
- Dźwięk: Anatol Łapuchowski
- Montaż: Henryka Gniewkowska
- Kierownictwo produkcji: Edward Kupsz

Źródło: